# Internationale Filmfestspiele von Cannes 2000
Die 53. Internationalen Filmfestspiele von Cannes 2000 fanden vom 10. Mai bis zum 21. Mai 2000 statt.

## Wettbewerb
Im Wettbewerb des Festivals wurden im Jahr 2000 folgende Filme gezeigt:

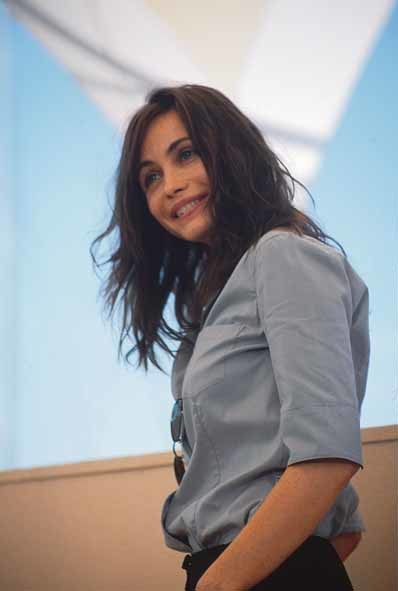
Emmanuelle Béart in Cannes, 2000

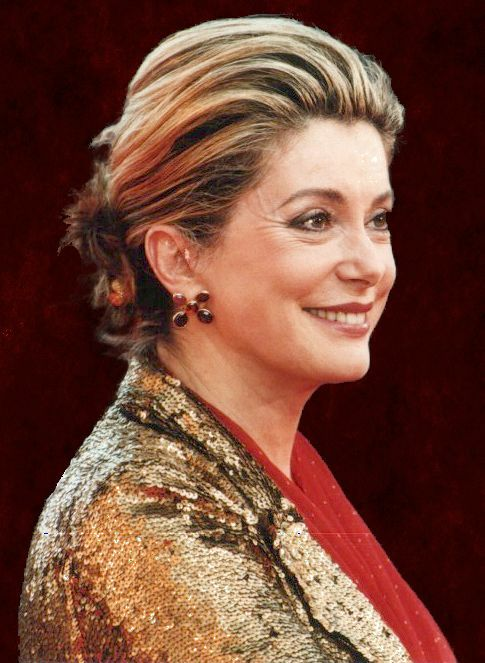
Catherine Deneuve in Cannes, 2000

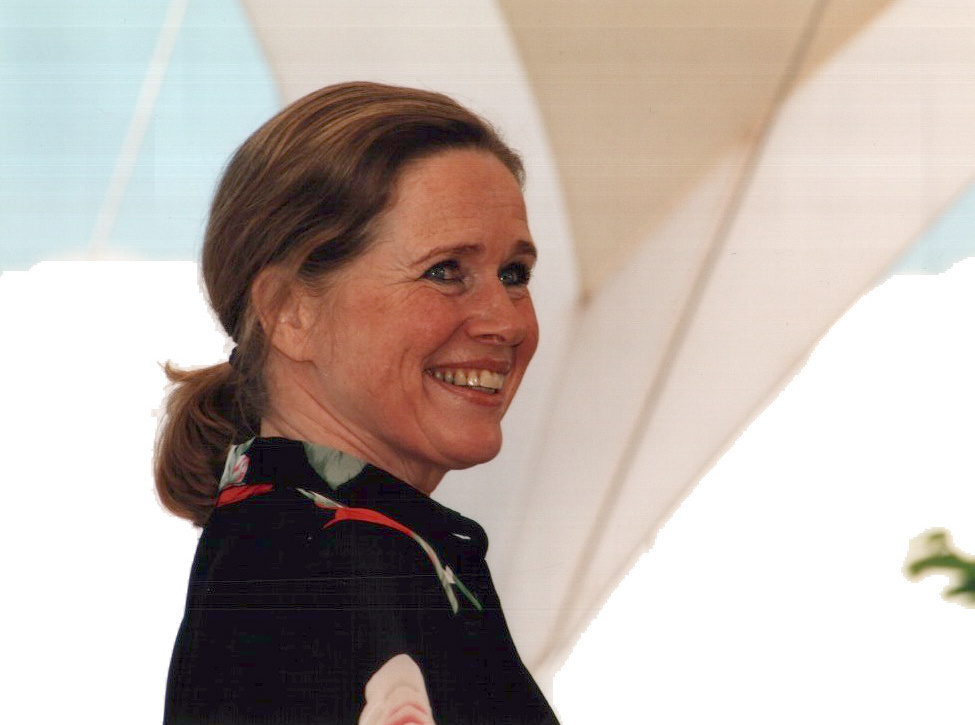
Liv Ullmann in Cannes, 2000

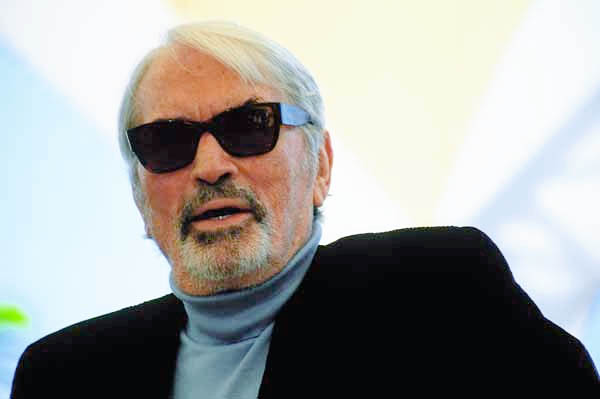
Gregory Peck 2000 in Cannes

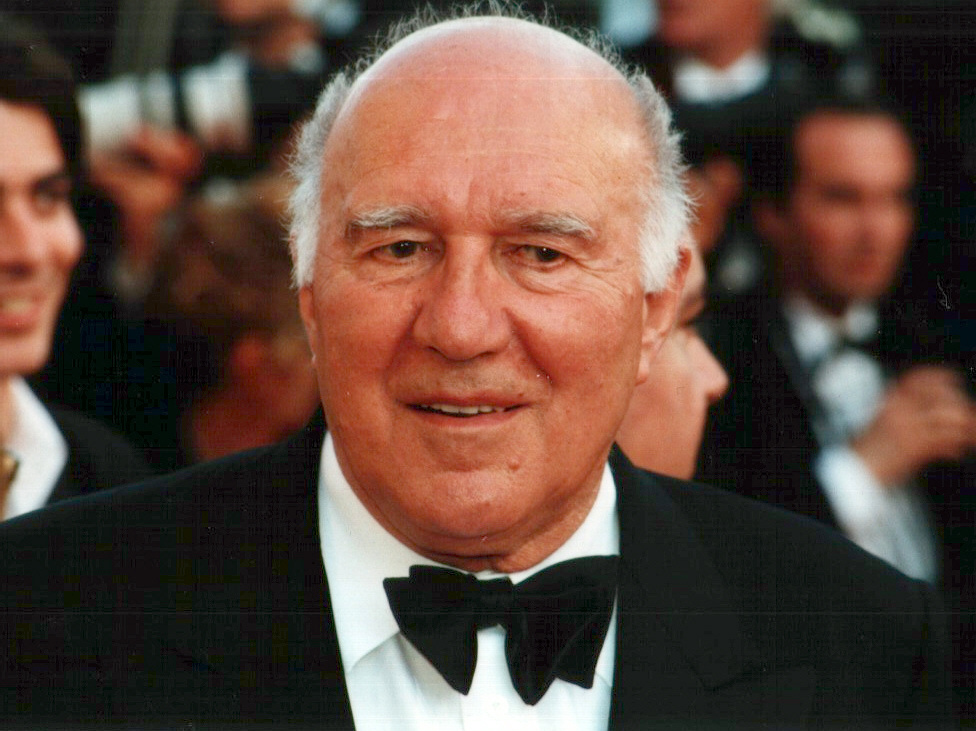
Michel Piccoli 2000 in Cannes

| Filmtitel                                             | Regisseur           | Produktionsland                                         | Darsteller (Auswahl)                            |
| Am Tag von Kippur                                     | Amos Gitai          | Israel, Frankreich                                      |                                                 |
| Bread and Roses                                       | Ken Loach           | UK, F, D, Spanien, Italien, Schweiz                     | Pilar Padilla, Adrien Brody                     |
| Code: unbekannt                                       | Michael Haneke      | Frankreich, Deutschland, Rumänien                       | Juliette Binoche, Josef Bierbichler             |
| Dancer in the Dark*                                   | Lars von Trier      | DK, D, NL, I, USA, UK, F, S, Finnland, Island, Norwegen | Björk, Catherine Deneuve, David Morse           |
| Esther Kahn                                           | Arnaud Desplechin   | Frankreich, UK                                          | Summer Phoenix, Ian Holm                        |
| Estorvo                                               | Ruy Guerra          | Brasilien, Kuba, Portugal                               |                                                 |
| Eureka                                                | Shinji Aoyama       | Frankreich, Japan                                       |                                                 |
| Fast Food, Fast Women                                 | Amos Kollek         | USA, Frankreich, Italien                                | Anna Levine, Jamie Harris                       |
| Die goldene Schale                                    | James Ivory         | USA, Frankreich, UK                                     | Kate Beckinsale, James Fox, Anjelica Huston     |
| Guizi lai le                                          | Wen Jiang           | China                                                   |                                                 |
| Harry meint es gut mit dir                            | Dominik Moll        | Frankreich                                              | Laurent Lucas, Sergi López, Mathilde Seigner    |
| In the Mood for Love                                  | Wong Kar-Wei        | Hongkong, Frankreich                                    | Maggie Cheung, Tony Leung                       |
| Liebe Last Lust                                       | Olivier Assayas     | Frankreich, Schweiz                                     | Emmanuelle Béart, Isabelle Huppert              |
| Das Lied der treuen Chunhyang                         | Im Kwon-taek        | Südkorea                                                | Lee Hyo-jeong, Cho Seung-woo                    |
| Nurse Betty                                           | Neil LaBute         | Deutschland, USA                                        | Morgan Freeman, Renée Zellweger, Chris Rock     |
| O Brother, Where Art Thou? – Eine Mississippi-Odyssee | Ethan und Joel Coen | UK, Frankreich, USA                                     | George Clooney, John Turturro, John Goodman     |
| Die russische Hochzeit                                | Pawel Lungin        | Frankreich, Russland, Deutschland                       |                                                 |
| Songs from the Second Floor                           | Roy Andersson       | Schweden, Norwegen, Dänemark                            |                                                 |
| Schwarze Tafeln                                       | Samira Makhmalbaf   | Iran, Italien, Japan                                    |                                                 |
| Tabu                                                  | Nagisa Ōshima       | Frankreich, UK, Japan                                   | Takeshi Kitano                                  |
| Die Treulosen                                         | Liv Ullmann         | Schweden, I, D, Finnland, Norwegen                      | Lena Endre, Erland Josephson                    |
| The Yards – Im Hinterhof der Macht                    | James Gray          | USA                                                     | Mark Wahlberg, Joaquin Phoenix, Charlize Theron |
| Yi Yi – A One and a Two                               | Edward Yang         | Taiwan, Japan                                           |                                                 |

* = Goldene Palme

## Internationale Jury
In diesem Jahr war Luc Besson Jurypräsident. Er stand einer Jury mit folgenden Mitgliedern vor: Nicole Garcia, Arundhati Roy, Aitana Sánchez-Gijón, Kristin Scott Thomas, Barbara Sukowa, Jonathan Demme, Jeremy Irons, Mario Martone und Patrick Modiano.

## Preisträger

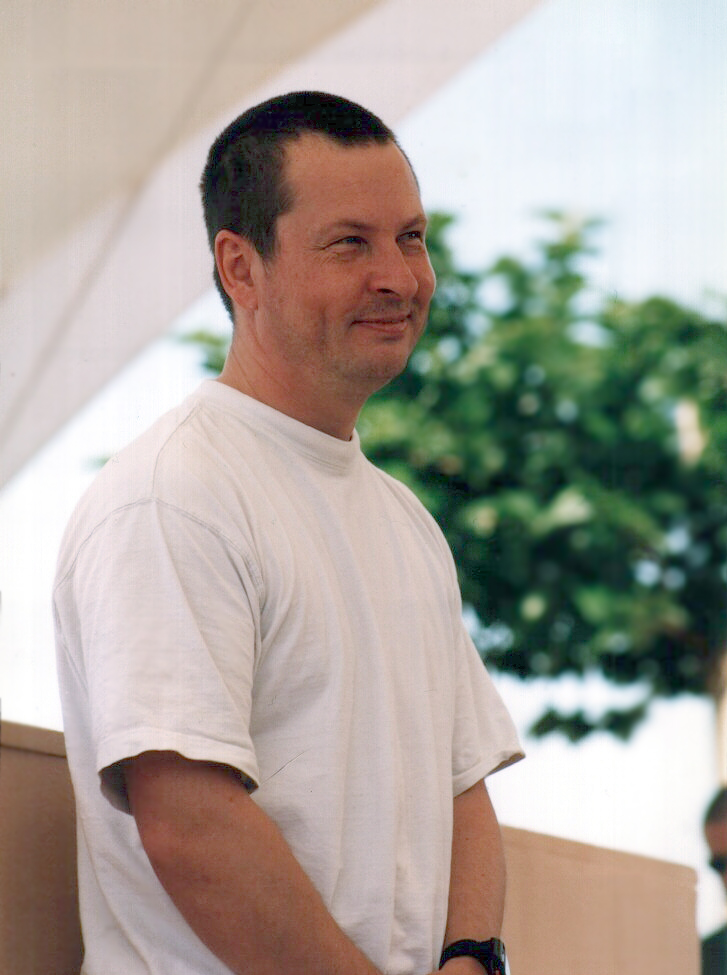
Lars von Trier in Cannes 2000

- Goldene Palme: Dancer in the Dark von Lars von Trier
- Großer Preis der Jury: Guizi lai le
- Jurypreis: Songs from the Second Floor und Schwarze Tafeln (ex aequo)
- Bester Schauspieler: Tony Leung in In the Mood for Love
- Beste Schauspielerin: Björk in Dancer in the Dark
- Beste Regie: Edward Yang für Yi Yi – A One and a Two
- Bestes Drehbuch: James Flamberg und John C. Richards für Nurse Betty
- Technikpreis: Christopher Doyle und Pin Bing Lee (Kamera), William Chang (Szenenbild) – jeweils für In the Mood for Love

## Weitere Preise
- FIPRESCI-Preis: Yurîka
- Preis der Ökumenischen Jury: Yurîka
  - Sonderpreis der ökumenischen Jury: Code – Unbekannt und Fast Food Fast Women

## Un Certain Regard
In der Sektion Un Certain Regard wurden in diesem Jahr unter anderen folgende Filme vorgestellt:
Abschied. Brechts letzter Sommer von Jan Schütte, Famous von Griffin Dunne, Ich Du Sie: Darlenes Männer von Andrucha Waddington, Ich träumte von Afrika von Hugh Hudson, Lost Killers von Dito Tsintsadze, Woman on Top von Fina Torres. In diesem Jahr wurde der Film Gefühle, die man sieht – Things You Can Tell des kolumbianischen Regisseurs Rodrigo García mit Un Certain Regard Preis ausgezeichnet.